# Naj bogovi slišijo
"Naj bogovi slišijo" ("Que os deuses oiçam") foi a canção que representou a Eslovénia no Festival Eurovisão da Canção 1998 que teve lugar em 9 de maio de 1998, em Birmingham, Inglaterra, no Reino Unido.
A referida canção foi interpretada em esloveno por Vili Resnik. Foi a décima-segunda canção a ser interpretada na noite do festival, a seguir à canção da Hungria "A holnap már nem lesz szomorú", interpretada por Charlie (cantor) e antes da canção da Irlanda "Is Always Over Now?", interpretada por Dawn Martin. No final, terminou em décimo-oitavo lugar, tendo recebido um total de 17 pontos. NO ano seguinte, em 1999, a Eslovénia foi representada por Darja Švajger que interpretou a canção "For A Thousand Years".

## Autores
- Letrista: Urša Vlašič
- Compositor: Matjaž Vlašič
- Orquestrador: Mojmir Sepe

## Letra
A canção é uma balada, na qual Resnik canta que está sofrendo muito de amor pela sua amante e quer que deixem os deuses ouvirem o seu sofriento, pode ser que o ajudem.

## Outras versões
Vili Resnik gravou também esta canção em inglês e em alemão.
- "Will the gods set me free " (em inglês)
- "Ohne sie " (em alemão)